# Schloss Frankenhausen

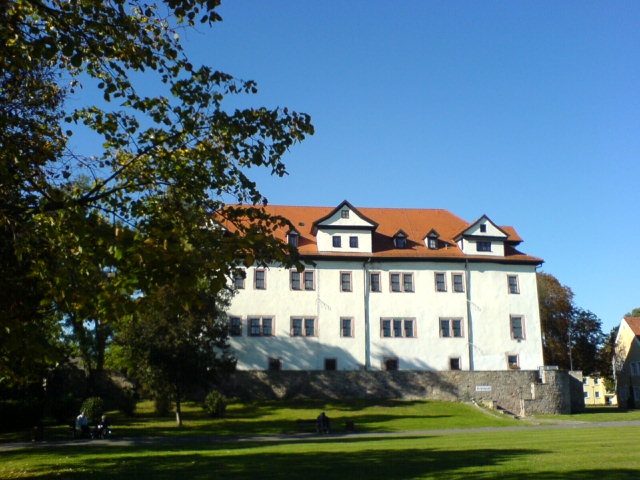
Schloss Frankenhausen, die Ostfassade

Das Schloss Frankenhausen in Bad Frankenhausen in Thüringen war eine der Nebenresidenzen des Hauses Schwarzburg-Rudolstadt. Das Schloss beherbergt heute das Kreisheimatmuseum des Kyffhäuserkreises.

## Geschichtlicher Überblick
Das Schloss geht auf eine Burg des Mittelalters zurück, die sich einst am Ortsrand der Siedlung Frankenhausen am Wassertor der Stadtbefestigung befand. Die kleine Festung wurde auch als Unterburg bezeichnet, analog zur Oberburg, von der heute noch der so genannte Hausmannsturm oberhalb Bad Frankenhausens zu finden ist.
Ende des 14. Jahrhunderts geriet die Anlage samt der Siedlung in den Besitz der Schwarzburger Grafen, aus denen das spätere Fürstenhaus Schwarzburg-Rudolstadt hervorging. Die Grafen bauten die ehemalige Burg im Norden ihres Herrschaftsgebietes zunächst zu einer Festungsanlage aus, um den entsprechenden Anlagen der Grafen von Mansfeld – Festung Heldrungen, der Beichlinger Grafen und der Grafschaft Stolberg – gewachsen zu sein. Neben der Residenzfunktion besaß das Schloss auch Bedeutung für die Verwaltung Frankenhausens und seiner Saline.

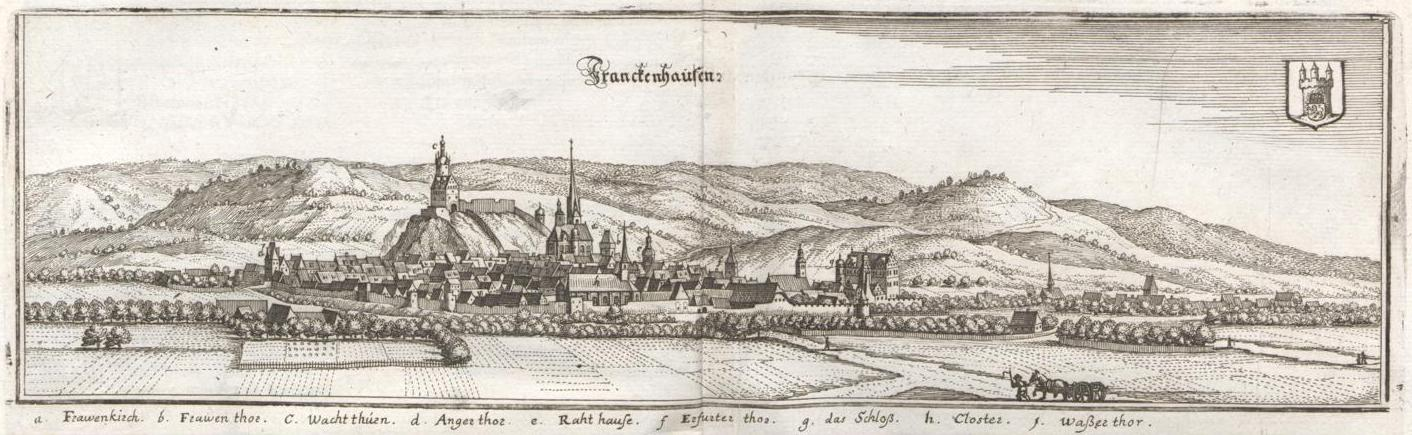
Stich von Merian mit dem Schloss in der rechten Bildhälfte

Während der Bauernkriege des 16. Jahrhunderts trat die Mehrheit der Frankenhäuser Bevölkerung zu den Aufständischen über und erhoben sich gegen ihre Obrigkeit. Das Schloss wurde dabei schwer beschädigt und in der Folgezeit von 1533 bis 1536 im Baustil der  Renaissance neu errichtet. Matthias Merians Stadtansicht von 1650 zeigt einen zeittypischen Prachtbau mit Treppengiebeln und Dachausbauten. Dem großen Stadtbrand von 1689 erlag ein Großteil der Frankenhäuser Stadtbebauung, hiervon war auch das Schloss unmittelbar betroffen. Lediglich die Ostfassade behielt ihre renaissancetypische Gestalt. Zur notwendigen Instandsetzung fehlten jedoch die Mittel, daher war man bei der Reparatur des Schlosses um Sparsamkeit bemüht.

## 20. Jahrhundert und Gegenwart
Das Gebäude blieb bis 1918 im Besitz der fürstlichen Familie. Nach der Abdankung Fürst Günther Victors geriet das Schloss in öffentlichen thüringischen Besitz. Das Schloss diente dem Landrat August Reinbrecht mit Familie ab 1919 als Dienstwohnung mit Nebengelass. Ab 1920 richtete Landrat Reinbrecht im Nebengelass das von ihm gegründete Heimatmuseum ein und brachte in seiner bisherigen  Dienstwohnung die von ihm ebenfalls gegründete Kreisbibliothek Sondershausen-Frankenhausen unter. Später bezog das Amtsgericht einige Räume. In den Wirren des Zweiten Weltkrieges wurden Teile der Museumsbestände ausgelagert. Sie gingen in der Nachkriegszeit verloren. Im Zusammenhang mit der Vorbereitung des Bauernkriegsjubiläums erfolgte eine umfassende Sanierung des Schlosses von 1973 bis 1975.
Das heutige Regionalmuseum Bad Frankenhausen wurde am 1. September 1953  mit einer naturkundlichen Abteilung mit Schwerpunkt Kyffhäuser und Goldene Aue und neben der stadtgeschichtlichen Komponente auch als Erinnerungsort für Thomas Müntzer und Bauernkriegsgedenkstätte wiedereröffnet. Es ist ganzjährig geöffnet und bietet neben dem Museumsbetrieb auch abwechselnde Ausstellungen. Im Schloss ist ein Café untergebracht, das Schlossareal ist für Besucher jederzeit zugänglich.

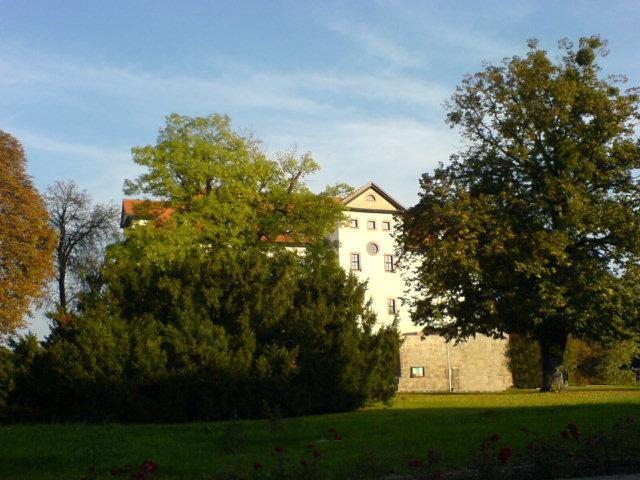
Blick durch die Gartenanlage auf die Westfassade des Schlosses

## Baulichkeiten
Von der einstigen Burganlage sind außer dem Kellergeschoss und Teilen des Grabens keine Spuren mehr vorhanden. Das auf einem hohen Sockel aus Feldstein ruhende Schloss ist ein schlichter, quaderförmiger Bau der Renaissance unter einem großen Satteldach. Das gesamte dreistöckige Gebäude ist weiß getüncht und weist keinerlei Dekorationsmerkmale auf. Einziger Schmuck ist auf der stadtzugewandten Westseite ein übergiebelter Risalit der das Portal beinhaltet, die rückwärtige Ostfassade ist lediglich durch drei hohe Dachgauben akzentuiert. Rund um das Schloss befindet sich ein kleiner, zum Teil von einer Ziermauer umgebener Schlossgarten.